# 스미요시소리교

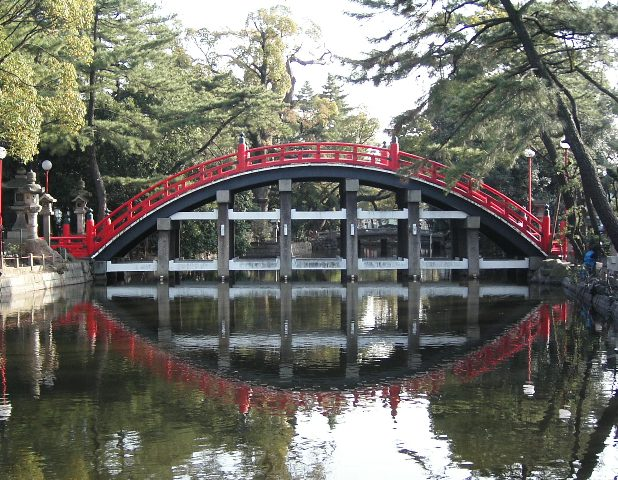
스미요시소리 다리

스미요시소리 다리(住吉反橋)는 오사카시 스미요시구의 스미요시 신사경내에 설치된 다리이다.

## 개요
통칭 ‘다이코 다리(太鼓橋)’라고 불린다. 다리 길이는 약 20m 폭은 약 5.8m인 목조형 다리이다. 다리 중앙부의 높이는 4.4m로, 중앙부를 정점으로 하여 반원 모양으로 휘어져 있다. 최대경사는 약 48도이다. 지상과 천상을 잇는 무지개처럼 다리가 크게 휘어져 있는 구조로 되어있다고 여겨지고 있다.
이 다리는 나니와 명교 50선에 선정되었다. 야간에는 라이트 업도 하고있어, 관서 야경 100선에도 선정되어 있다.
또한, 이 다리는 가와바타 야스나리의 소설『소리하시(反橋)』（1948년발표）의 무대이기도 하다. 다리의 남동쪽에는『소리하시』의 한 구절이 새겨진 가와바타 야스나리의 문학비가 설치되어있다.

## 역사
다리에 대해서는 게이초 연간（16세기말~17세기초）에 만들어졌다고 전해지고 있다. 다리를 축조한 사람에 대해서는, 도요토미 히데요리라는 설과 요도도노가 축조했다는 라는 설이 있다.
가교 당시에는 스미요시 신사 부근에 해안선이 있어, 본전(本殿)과 맞은편 기슭의 후미를 이으려는 목적으로 가교된 다리였다. 현재는 연못 위에 다리가 놓여있는 형태가 되어있지만, 이 연못은 당시에 있었던 후미의 자취라고 여겨지고 있다.
다리의 기초 부분에 대해서는 창건 당초의 것을 그대로 사용하고 있다고 여겨지고 있다. 한편으로는 목제의 교항이나 난간은 노후화에 의해 몇 번이나 다시 고쳤으며, 최근에 바꾼 시기는 1981년이었다.

## 교통
- 한카이 전기 궤도 한카이선 스미요시 도리이 앞 역 동쪽으로 직진
- 난카이혼 선스미요시 다이샤 역・한카이 전기 궤도 우에마치 선스미요시 공원 역 동쪽으로 약 100m

## 같이 보기
- 스미요시 신사
- 나니와 명교 50선